# Personkult
En personkult kan enten henvise til dyrkelsen af specifikke enkeltpersoner af specifikke grupper eller den generelle dyrkelse af individet i det moderne samfund.

## Dyrkelsen af enkeltpersoner
Termen "personkult" bliver ofte brugt til at beskrive tendensen til at forherlige centrale personer i kultlignende grupper. Dette finder eksempelvis sted i autoritære regimer, hvor lederen af styrets støtter bliver løftet op til at være mere end blot almindeligt menneske. Udover levende mennesker dækker begrebet også over dyrkelsen af afdøde, oftest en åndelig eller politisk leder. Det sker ofte, at personen, selv i politiske sammenhænge, nærmest får gudeligende status. Kulten underbygges ofte af historier, der indeholder indslag af overnaturlige eller yderst heroiske hændelser i tilknytning til denne person. Sådanne eksempler tæller blandt andre Mao Zedong, Kim Il-sung, Kim Jong-il, Saparmurat Niyazov, Mobutu Sésé Séko og Josef Stalin.
Begrebet bruges imidlertid også om andre end ledere af autoritære regimer. Det tæller eksempelvis den konservative premierminister af Storbritannien Margaret Thatcher, og i religiøse sammenhænge findes personkulter eksempelvis om præster. På samme måde er dyrkelsen af visse kunstnere også blevet beskrevet som personkulte, og begrebet favner således bredt.

## Dyrkelsen af individet
Inden for sociologien bruges begrebet "personkult" undertiden til at beskrive den centrale position individet som enhed har i det moderne samfund. Den klassiske sociolog Émile Durkheim ville med begrebet diskutere hvordan dyrkelsen af individet skabte sammenhængskraft, hvor religion og dyrkelsen af det kollektive tidligere havde samme rolle. På den måde bruger han ikke begrebet til at beskrive dyrkelsen af enkelte personer såsom politiske og åndelige ledere, men i højere grad idéen om et individ i sig selv. Dette kommer til udtryk på flere måder.
For det første kan med Durkheims begreb se menneskerettighederne, der som idé blev fremført i 1700-tallet, som et eksempel på dyrkelsen af individet, da man her giver alle mennesker rettigheder til blandt andet eget liv.:120  Med menneskerettighederne mener man, at mennesker fødes lige og derfor i sig selv opnår retten til sig selv. Man giver omvendt ikke rettigheder på samme måde til sociale institutioner, der imidlertid ses som forlængelse af mennesker, og derfor beskyttes retten til religiøse overbevisninger også som en menneskerettighed, men dette er ikke for at beskytte religion som sådan, men i stedet for anerkende menneskers ret til at være religiøse.
For det andet bliver dyrkelsen af individet og dets bedrifter også tydelige i sociale ritualer, der både holder samfund sammen og alle mennesker i forskellig grad indgår i. De olympiske lege eksemplificerer hvordan visse handlinger bliver dyrket og ultimativt set som udtryk for ét individs særlige kvaliteter og kompetencer, selvom sportslige succeser udover hårdt arbejder også kræver trænere og samfund, der understøtter det. Dette forholder man sig imidlertid ikke til som publikum, og dyrkelsen af atleter resulterer ofte i, at de sportslige præstationer definerer det hele menneske. På den måde ser man ikke blot atleter som mennesker, der på en særlig kompetent måde udøver visse handlinger, men atleter som i sig selv er særlige mennesker, der nærmest er udtryk for noget overnaturligt.
I nutiden spiller afledte begreber såsom individualisme og individualisering stor rolle i politik og samfundet som helhed.